# 崔玄暐
崔 玄暐（さい げんい、639年 - 706年）は、唐代の官僚・政治家。本貫は博陵郡安平県。

## 経歴
胡蘇県令の崔慎（崔伯謙の曽孫）と盧氏のあいだの子として生まれた。もとの名は曅といったが、その字の脚の部分が武則天の祖父の諱に抵触していたため、玄暐と改名した。若くして学問と品行があり、叔父の崔行功に器量を重んじられた。龍朔年間、明経に挙げられ、庫部員外郎に任じられた。ほどなく天官郎中に任じられ、鳳閣舎人に転じた。
長安元年（701年）、玄暐は天官侍郎に抜擢された。人事の請託を固く拒絶したため、執政者に憎まれて、文昌左丞（尚書左丞）に転じた。1月あまりして、再び天官侍郎に任じられた。長安3年（703年）、鸞台侍郎・同鳳閣鸞台平章事（宰相）に任じられた。ほどなく太子右庶子を兼ねた。長安4年（704年）、知政事（宰相）のまま、鳳閣侍郎に転じ、銀青光禄大夫の位を加えられた。先立って来俊臣や周興らが無辜の人士を誣告し、数百家が財産を没収されていたため、玄暐がそれらの冤罪を上書し、武則天に聞き入れられて、みな名誉を回復された。
神龍元年（705年）、張易之兄弟を討つのに参与した功により、中書令に任じられ、博陵郡公に封じられた。中宗が鄭普思を秘書監に任じようとしたので、玄暐はこれを諫めたが、聞き入れられなかった。4月、検校益州大都督府長史・判都督事となった。5月、宰相から退任し、博陵郡王に爵位を進めた。
神龍2年（706年）、王同晈が武三思の殺害を計画して、事が漏れると、武三思は玄暐や敬暉・桓彦範らを連座させた。玄暐は白州司馬に左遷され、さらに古州に流され、道中に病没した。享年は68。諡は文献。建中元年（780年）、太子太師の位を追贈された。著書に『行己要範』10巻・『友義伝』10巻・『義士伝』15巻・『訓注文館辞林策』20巻があり、当時に通行した。

## 子女
- 崔璩（中書舎人・礼部侍郎、博陵郡公）[6][10]
- 崔珪（汾州・相州などの刺史）[11]
- 崔瑨（主客郎中）[11]
- 崔璆[12]

## 伝記資料
- 『旧唐書』巻91 列伝第41
- 『新唐書』巻120 列伝第45